# 六镇镇
六镇镇，是中华人民共和国安徽省滁州市全椒县下辖的一个乡镇级行政单位。

## 行政区划
六镇镇下辖以下地区：
小集街道社区、六镇村、小集村、大殷村、柴岗村、东王村、孙家村、草庵村、郑桥村、白酒村、大张村和赵店村。